# Pele Paelay
Pele Paelay (Monrovia, 15 de junio de 1984) es un exjugador de baloncesto liberiano. Formado en los Estados Unidos, jugó luego profesionalmente en Alemania, Francia, Israel, Turquía y Georgia. Con 1,91 metros de altura, actuaba en la posición de escolta.

## Trayectoria
Nacido en Liberia, migró junto a su familia a los Estados Unidos en 1990, luego de que en su país natal se iniciara una guerra civil.
Durante su juventud se destacó jugando al fútbol y al baloncesto, pero terminó siendo reclutado en 2002 por la Universidad de Carolina Costera para formar parte de los Chanticleers, su equipo de baloncesto. 
Jugó cuatro temporadas en la Big South Conference, siendo la mejor la tercera de ellas en la que terminó reconocido como el Mejor Jugador del Año 2005.
Pese a sus buenas actuaciones a nivel universitario, fue ignorado en el Draft de la NBA de 2006. Por el contrario, en el Draft de la CBA fue elegido en la quinta ronda por los Minot SkyRockets.
Tras un par de años sin grandes logros en las ligas menores estadounidenses, en 2008 partió hacia Europa. Hizo carrera jugando en equipos del ascenso de Alemania y Francia.
En 2012 fue contratado por el Elitzur Yavne B.C. de la Liga Leumit de Israel, pero abandonó el equipo tras jugar 11 partidos. Terminó la temporada en la Türkiye Basketbol 2. Ligi, sustituyendo a Antabia Waller en el Vestelspor Manisa.
Volvió a Francia para reforzar al JA Vichy, pero una lesión en uno de sus tobillos le impidió culminar el campeonato.
Su última experiencia como jugador profesional fue con el BC Sukhumi de la Superliga de Georgia.